# 第34普通科連隊

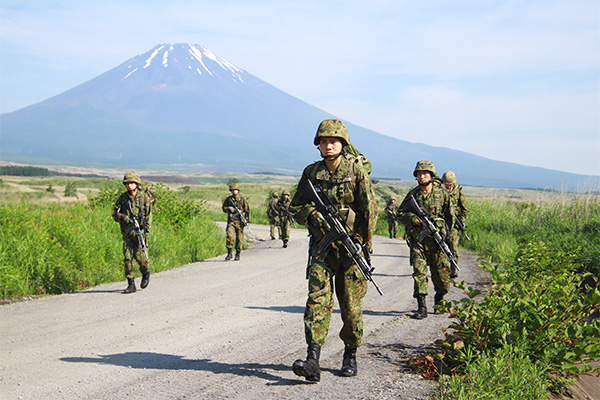
第34普通科連隊

第34普通科連隊（だいさんじゅうよんふつうかれんたい、JGSDF 34th Infantry Regiment）は、陸上自衛隊板妻駐屯地（静岡県御殿場市）に駐屯する第1師団隷下の普通科連隊である。

## 概要
本部管理中隊、5個普通科中隊および重迫撃砲中隊の6個中隊で編成される地域配備師団隷下の部隊である。連隊長は1等陸佐（二）が充てられ、板妻駐屯地司令を兼務する。警備隊区は静岡県全域であり、訓練は主に富士地区演習場で実施している。
静岡市（現・葵区）の駿府城跡にあった旧帝國陸軍歩兵第34連隊と同じ連隊番号と、橘周太の日露戦争・遼陽会戦での活躍に因む通称「橘連隊」を継承している。

## 沿革
- 1962年（昭和37年）
  - 1月18日：第34普通科連隊が第1師団編成に伴い、第13普通科連隊第3大隊を基幹として新町駐屯地において編成完結。
  - 1月20日：第34普通科連隊が新町駐屯地から板妻分屯地に移駐（2月10日完了）[2]。
  - 8月15日：板妻分屯地が板妻駐屯地に昇格[2]。
- 1963年（昭和38年）2月：三八豪雪による災害派遣。
- 1964年（昭和39年）
  - 6月：新潟地震発生による災害派遣。
  - 7月：東京オリンピック支援。
- 1992年（平成04年）3月27日：第1師団の近代化改編により、自動車化連隊へ改編。
- 1998年（平成10年）8月：函南町豪雨による災害派遣。
- 2000年（平成12年） 
  - 6月：伊豆諸島・三宅島地震発生による災害派遣。
  - 8月：三宅島噴火による災害派遣。
- 2002年（平成14年）
  - 3月27日：第1師団の政経中枢師団への改編。

  1. 重迫撃砲中隊を廃止し、第5普通科中隊を新編。
  2. 後方支援体制変換に伴い、整備部門を第1後方支援連隊第2整備大隊第3普通科直接支援中隊へ移管。

  - 9月：米国実働訓練に参加。
- 2006年（平成18年）1月：第9次イラク復興支援群（当時の連隊長が第9次群長）。
- 2007年（平成19年）7月：新潟県中越沖地震発生による災害派遣。
- 2011年（平成23年）
  - 3月：東北地方太平洋沖地震発生による災害派遣。
  - 4月22日：重迫撃砲中隊を再編成。第5普通科中隊等に軽装甲機動車を配備。
- 2021年（令和03年）7月3日：熱海市伊豆山土石流災害（静岡県熱海市）派遣[3]。
- 2022年（令和04年）3月17日：第1戦車大隊廃止に伴い、警備隊区に伊豆半島を編入し、県内全域とする。
- 2024年（令和06年）2月25日から3月9日：インド陸軍との共同訓練「ダルマ・カーディガン23」に参加[4]。

## 部隊編成
- 第34普通科連隊本部
- 本部管理中隊「34普-本」
  - 中隊本部
  - 連隊本部班：82式指揮通信車
  - 情報小隊：軽装甲機動車、偵察用オートバイ
  - 施設作業小隊：小型ドーザ、資材運搬車
  - 通信小隊
  - 補給小隊：3 1/2tトラック
  - 衛生小隊：1トン半救急車
  - 狙撃班
- 第1普通科中隊「34普-1」：高機動車、81mm迫撃砲 L16、87式対戦車誘導弾、01式軽対戦車誘導弾
- 第2普通科中隊「34普-2」：高機動車、81mm迫撃砲 L16、87式対戦車誘導弾、01式軽対戦車誘導弾
- 第3普通科中隊「34普-3」：高機動車、81mm迫撃砲 L16、87式対戦車誘導弾、01式軽対戦車誘導弾
- 第4普通科中隊「34普-4」：高機動車、81mm迫撃砲 L16、87式対戦車誘導弾、01式軽対戦車誘導弾
- 第5普通科中隊「34普-5」：軽装甲機動車、81mm迫撃砲 L16、87式対戦車誘導弾、01式軽対戦車誘導弾
- 重迫撃砲中隊「34普-重」：120mm迫撃砲 RT

## 整備支援部隊
- 第1後方支援連隊第2整備大隊第3普通科直接支援中隊「1後支-2整-3」（板妻駐屯地）：2002年（平成14年）3月27日から

## 主要幹部
| 官職名                             | 階級    | 氏名   | 補職発令日     | 前職                 |
| ---------------------------------- | ------- | ------ | -------------- | -------------------- |
| 第34普通科連隊長 兼 板妻駐屯地司令 | 1等陸佐 | 兜智之 | 2023年08月01日 | 第2師団司令部第3部長 |

| 代 | 氏名       | 在職期間                                                   | 前職                                               | 後職                                |
| -- | ---------- | ---------------------------------------------------------- | -------------------------------------------------- | ----------------------------------- |
| 01 | 山田積昭   | 1962年01月18日 - 1963年07月31日                            | 第13普通科連隊付                                   | 統合幕僚会議事務局第5幕僚室勤務     |
| 02 | 緒方等     | 1963年08月01日 - 1966年07月15日                            | 生徒教育隊教育科長                                 | 自衛隊神奈川地方連絡部付            |
| 03 | 安本久     | 1966年07月16日 - 1968年07月15日 ※1968年07月01日 陸将補昇任 | 自衛隊旭川地方連絡部長                             | 第6師団副師団長 兼 神町駐屯地司令   |
| 04 | 上村健二   | 1968年07月16日 - 1970年07月15日                            | 自衛隊富士地方連絡部長                             | 東部方面総監部第2部長               |
| 05 | 上原博     | 1970年07月16日 - 1972年03月15日                            | 第1師団司令部第3部長                               | 陸上幕僚監部第5部学校班長           |
| 06 | 青井秀     | 1972年03月16日 - 1974年03月15日                            | 陸上自衛隊富士学校勤務                             | 陸上自衛隊富士学校研究部第1課長     |
| 07 | 山本岩雄   | 1974年03月16日 - 1976年03月15日                            | 陸上幕僚監部第2部保全班長                          | 東北方面総監部第3部長               |
| 08 | 矢部廣武   | 1976年03月16日 - 1977年07月31日 ※1977年07月01日 陸将補昇任 | 陸上幕僚監部第2部付                                | 北部方面総監部幕僚副長              |
| 09 | 安藏孝造   | 1977年08月01日 - 1979年07月31日                            | 帯広駐屯地業務隊長                                 | 第1混成団副団長                     |
| 10 | 清水幸雄   | 1979年08月01日 - 1981年01月09日                            | 陸上幕僚監部調査部付                               | 陸上幕僚監部監理部総務課長          |
| 11 | 中才和明   | 1981年01月10日 - 1983年03月15日                            | 陸上自衛隊幹部学校学校教官                         | 陸上自衛隊富士学校普通科部 研究課長 |
| 12 | 水野雅章   | 1983年03月16日 - 1985年08月07日                            | 陸上自衛隊富士学校総合研究開発部 第1主任研究開発官 | 陸上自衛隊幹部学校主任研究開発官    |
| 13 | 長谷川重孝 | 1985年08月08日 - 1986年07月31日                            | 陸上幕僚監部監理部総務課 広報室長                  | 陸上幕僚監部教育訓練部訓練課長      |
| 14 | 西原大策   | 1986年08月01日 - 1989年03月31日                            | 陸上自衛隊幹部学校学校教官                         | 自衛隊山口地方連絡部長              |
| 15 | 石飛勇次   | 1989年04月01日 - 1991年03月15日                            | 陸上幕僚監部教育訓練部訓練課 訓練班長              | 陸上幕僚監部人事部補任課長          |
| 16 | 本田憲之   | 1991年03月16日 - 1993年03月23日                            | 陸上自衛隊富士学校学校教官                         | 中部方面総監部調査部長              |
| 17 | 石井利博   | 1993年03月24日 - 1995年06月29日                            | 陸上幕僚監部教育訓練部教育課 器材・演習場班長      | 東部方面総監部人事部長              |
| 18 | 櫻井大作   | 1995年06月30日 - 1998年07月31日                            | 中部方面総監部防衛部訓練課長                       | 陸上自衛隊幹部候補生学校学生隊長    |
| 19 | 大竹伸宏   | 1998年08月01日 - 2001年03月31日                            | 陸上自衛隊業務学校学校教官                         | 霞ヶ浦駐屯地業務隊長                |
| 20 | 田上健吾   | 2001年04月01日 - 2003年07月31日                            | 東部方面総監部防衛部防衛課長                       | 西部方面総監部調査部長              |
| 21 | 木原士郎   | 2003年08月01日 - 2005年03月31日                            | 部隊訓練評価隊副隊長                               | 防衛大学校教授                      |
| 22 | 小野寺靖   | 2005年04月01日 - 2006年12月05日                            | 陸上自衛隊研究本部研究員                           | 陸上幕僚監部総括副監察官            |
| 23 | 三浦直人   | 2006年12月06日 - 2009年03月31日                            | 統合幕僚学校教育課 第1教官室学校教官               | 北部方面指揮所訓練支援隊長          |
| 24 | 瀬戸山昭臣 | 2009年04月01日 - 2011年07月31日                            | 第4師団司令部第3部長                               | 第14旅団司令部幕僚長                |
| 25 | 斎藤兼一   | 2011年08月01日 - 2013年08月21日                            | 陸上幕僚監部教育訓練部教育訓練課 総括班長          | 陸上自衛隊研究本部主任研究開発官    |
| 26 | 中本尚明   | 2013年08月22日 - 2015年03月31日                            | 陸上自衛隊幹部学校学校教官                         | 北部方面指揮所訓練支援隊長          |
| 27 | 白川訓通   | 2015年04月01日 - 2016年06月30日                            | 陸上幕僚監部装備部装備計画課 企画班長              | 統合幕僚監部運用部運用第2課長       |
| 28 | 山之内竜二 | 2016年07月01日 - 2018年12月19日                            | 第3師団司令部第3部長                               | 陸上自衛隊教育訓練研究本部勤務      |
| 29 | 深田満男   | 2018年12月20日 - 2021年09月29日                            | 東部方面総監部防衛部訓練課長                       | 装備実験隊副隊長                    |
| 30 | 水野克輝   | 2021年09月30日 - 2023年07月31日                            | 陸上幕僚監部人事教育部 人事教育計画課勤務          | 自衛隊三重地方協力本部長            |
| 31 | 兜智之     | 2023年08月01日 -                                           | 第2師団司令部第3部長                               |                                     |

## 主要装備
- 軽装甲機動車
- 高機動車
- 1/2tトラック / 73式小型トラック
- 1 1/2tトラック / 73式中型トラック
- 3 1/2tトラック / 73式大型トラック
- 偵察用オートバイ
- 89式5.56mm小銃
- 5.56mm機関銃MINIMI
- 87式対戦車誘導弾
- 01式軽対戦車誘導弾
- 84mm無反動砲
- 81mm迫撃砲 L16
- 120mm迫撃砲 RT

## 警備隊区
- 静岡県全域[5]

## 廃止（改編）部隊
- 2002年（平成14年）3月26日廃止
  - 第34普通科連隊本部管理中隊管理整備小隊「34普-本」（板妻駐屯地）：整備部門を第1後方支援連隊第2整備大隊第3普通科直接支援中隊へ移管。
  - 第34普通科連隊重迫撃砲中隊「34普-重」（板妻駐屯地）：2011年（平成23年）4月22日に再編成。